# Olympische Sommerspiele 1920/Rudern – Einer
Der Ruder-Einer der Männer bei den Olympischen Sommerspielen 1920 wurde vom 27. bis 29. August auf dem Seekanal Brüssel-Schelde ausgetragen.

## Ergebnisse

### Viertelfinale

#### Viertelfinale 1
| Rang | Athlet         | Nation           | Zeit       | Anmerkung |
| ---- | -------------- | ---------------- | ---------- | --------- |
| 1    | Jack Beresford | Großbritannien   | 7:45,0 min | Q         |
| 2    | Max Schmid     | Schweiz          | 7:49,0 min |           |
| 3    | Gustav Zinke   | Tschechoslowakei | unbekannt  |           |

#### Viertelfinale 2
| Rang | Athlet         | Nation      | Zeit       | Anmerkung |
| ---- | -------------- | ----------- | ---------- | --------- |
| 1    | Frits Eijken   | Niederlande | 7:50,0 min | Q         |
| 2    | Nino Castelli  | Italien     | 7:59,0 min |           |
| 3    | Jacques Haller | Belgien     | unbekannt  |           |

#### Viertelfinale 3
| Rang | Athlet               | Nation             | Zeit       | Anmerkung |
| ---- | -------------------- | ------------------ | ---------- | --------- |
| 1    | John B. Kelly senior | Vereinigte Staaten | 7:44,2 min | Q         |
| 2    | Nils Ljunglöf        | Schweden           | 7:49,6 min |           |

#### Viertelfinale 4
| Rang | Athlet         | Nation     | Zeit       | Anmerkung |
| ---- | -------------- | ---------- | ---------- | --------- |
| 1    | Darcy Hadfield | Neuseeland | 8:05,0 min | Q         |
| 2    | Theodor Eyrich | Dänemark   | 8:11,0 min |           |

### Halbfinale

#### Halbfinale 1
| Rang | Athlet         | Nation         | Zeit       | Anmerkung |
| ---- | -------------- | -------------- | ---------- | --------- |
| 1    | Jack Beresford | Großbritannien | 7:45,0 min | Q         |
| 2    | Frits Eijken   | Niederlande    | 7:50,4 min |           |

#### Halbfinale 2
| Rang   | Athlet               | Nation             | Zeit       | Anmerkung |
| ------ | -------------------- | ------------------ | ---------- | --------- |
| 1      | John B. Kelly senior | Vereinigte Staaten | 7:46,2 min | Q         |
| Bronze | Darcy Hadfield       | Neuseeland         | 7:49,2 min |           |

### Finale
| Rang   | Athlet               | Nation             | Zeit       |
| ------ | -------------------- | ------------------ | ---------- |
| Gold   | John B. Kelly senior | Vereinigte Staaten | 7:35,0 min |
| Silber | Jack Beresford       | Großbritannien     | 7:36,0 min |